# Discours du transfert des cendres de Jean Moulin au Panthéon
« Entre ici, Jean Moulin »
Le discours du transfert des cendres de Jean Moulin au Panthéon est un discours prononcé par André Malraux le 19 décembre 1964 lors du transfert des cendres du préfet (et résistant lors de la Seconde Guerre mondiale) Jean Moulin qui étaient jusqu'alors au cimetière du Père-Lachaise. Il forme l'une des huit Oraisons funèbres d'André Malraux. Le discours est aussi connu sous la formule Entre ici, Jean Moulin prononcée par Malraux à la fin de son allocution. 

## Contexte
En 1963, André Malraux alors ministre de la culture suggère pour la première fois le transfert des cendres de Jean Moulin au Panthéon. L'idée de ressouder les Français autour d'une figure consensuelle en cette période troublée par la Guerre d'Algérie et les manifestations pour le suffrage universel direct séduit le président Charles de Gaulle. Le transfert est effectué l'année suivante, 21 ans après la mort du premier président du Conseil national de la Résistance.
Durant la nuit du 18 au 19 décembre, des compagnons de la Libération et des résistants se relaient pour veiller le cercueil malgré des conditions météorologiques difficiles. Sur l'esplanade du Panthéon, un cénotaphe gris a été dressé, où repose le cercueil tricolore. Vers midi quinze, le général de Gaulle arrive sur place et rejoint Georges Pompidou, André Malraux, Jean Sainteny, Pierre Messmer, et le général Louis Dodelier, gouverneur militaire de Paris. De Gaulle salue le drapeau français, s'incline devant le cercueil avant de rejoindre la tribune officielle. André Malraux commence alors son discours.

## Contenu
Le discours dure 21 minutes et, en accord avec le protocole, est adressé au président de la République Charles de Gaulle. Il s'ouvre sur la phrase :
« Voici donc plus de vingt ans que Jean Moulin partit, par un temps de décembre sans doute semblable à celui-ci, pour être parachuté sur la terre de Provence, et devenir le chef d'un peuple de la nuit. Sans cette cérémonie, combien d'enfants de France sauraient son nom ? Il ne le retrouva lui-même que pour être tué ; et depuis, sont nés seize millions d'enfants... »
Vers la fin du discours, Malraux évoque le Chant des partisans « murmuré comme un chant de complicité, puis psalmodié dans le brouillard des Vosges et des bois d'Alsace, mêlé aux cris perdus des moutons des Tabors », il est alors accompagné par des tambours amorçant en sourdine les roulements qui annoncent le chant.
Le discours se termine par un appel à la jeunesse à se souvenir :
« Aujourd'hui, jeunesse, puisses-tu penser à cet homme comme tu aurais approché tes mains de sa pauvre face informe du dernier jour, de ses lèvres qui n'avaient pas parlé. Ce jour-là, elle était le visage de la France. »